# Антильское течение
Антильское течение — тёплое морское течение в Атлантическом океане, подпитывающее вместе с Флоридским течением к северу от Багамских островов знаменитый Гольфстрим. Возникает при достижении Североэкваториальным течением Антильских островов и под воздействием силы Кориолиса течёт от них в северном направлении.
Начинается несколько восточнее о. Пуэрто-Рико, являясь продолжением Пассатного течения. На севере соединяется с течением Гольфстрим. Скорость 0,9—1,9 км/ч, температура в феврале 25, в августе 28 °C. Солёность 36—37 ‰.